# Чапар-Хане
Чапар-Хане (перс. چاپارخانه) — село в Ірані, у дегестані Чапар-Хане, у бахші Хомам, шагрестані Решт остану Ґілян. За даними перепису 2006 року, його населення становило 1112 осіб, що проживали у складі 301 сім'ї.

## Клімат
Середня річна температура становить 14,23°C, середня максимальна – 27,97°C, а середня мінімальна – -0,34°C. Середня річна кількість опадів – 1149 мм.
| Клімат поселення                              | Клімат поселення | Клімат поселення | Клімат поселення | Клімат поселення | Клімат поселення | Клімат поселення | Клімат поселення | Клімат поселення | Клімат поселення | Клімат поселення | Клімат поселення | Клімат поселення | Клімат поселення |
| Показник                                      | Січ.             | Лют.             | Бер.             | Квіт.            | Трав.            | Черв.            | Лип.             | Серп.            | Вер.             | Жовт.            | Лист.            | Груд.            |                  |
| Середній максимум, °C                         | 8,64             | 9,00             | 11,74            | 17,26            | 21,70            | 25,30            | 27,97            | 27,80            | 24,57            | 20,83            | 16,05            | 11,55            |                  |
| Середня температура, °C                       | 4,15             | 4,50             | 7,25             | 12,78            | 17,21            | 20,79            | 23,83            | 23,67            | 20,45            | 16,72            | 11,93            | 7,43             |                  |
| Середній мінімум, °C                          | −0,34            | 0,02             | 2,75             | 8,27             | 12,72            | 16,29            | 19,70            | 19,54            | 16,32            | 12,59            | 7,81             | 3,30             |                  |
| Норма опадів, мм                              | 117              | 92               | 85               | 47               | 43               | 29               | 27               | 60               | 129              | 200              | 177              | 143              |                  |
| Середньомісячна швидкість вітру, м/с          | 2.32             | 2.40             | 2.40             | 2.38             | 2.45             | 2.70             | 2.60             | 2.39             | 2.20             | 2.13             | 2.03             | 2.10             |                  |
| Середньомісячна сонячна радіація, кДж/м²·день | 6785             | 8910             | 10939            | 15664            | 20135            | 22512            | 23317            | 19483            | 15886            | 10790            | 8478             | 6466             |                  |
| --------------------------------------------- | ---------------- | ---------------- | ---------------- | ---------------- | ---------------- | ---------------- | ---------------- | ---------------- | ---------------- | ---------------- | ---------------- | ---------------- | ---------------- |
| Джерело:                                      |                  |                  |                  |                  |                  |                  |                  |                  |                  |                  |                  |                  |                  |